# Prevalje

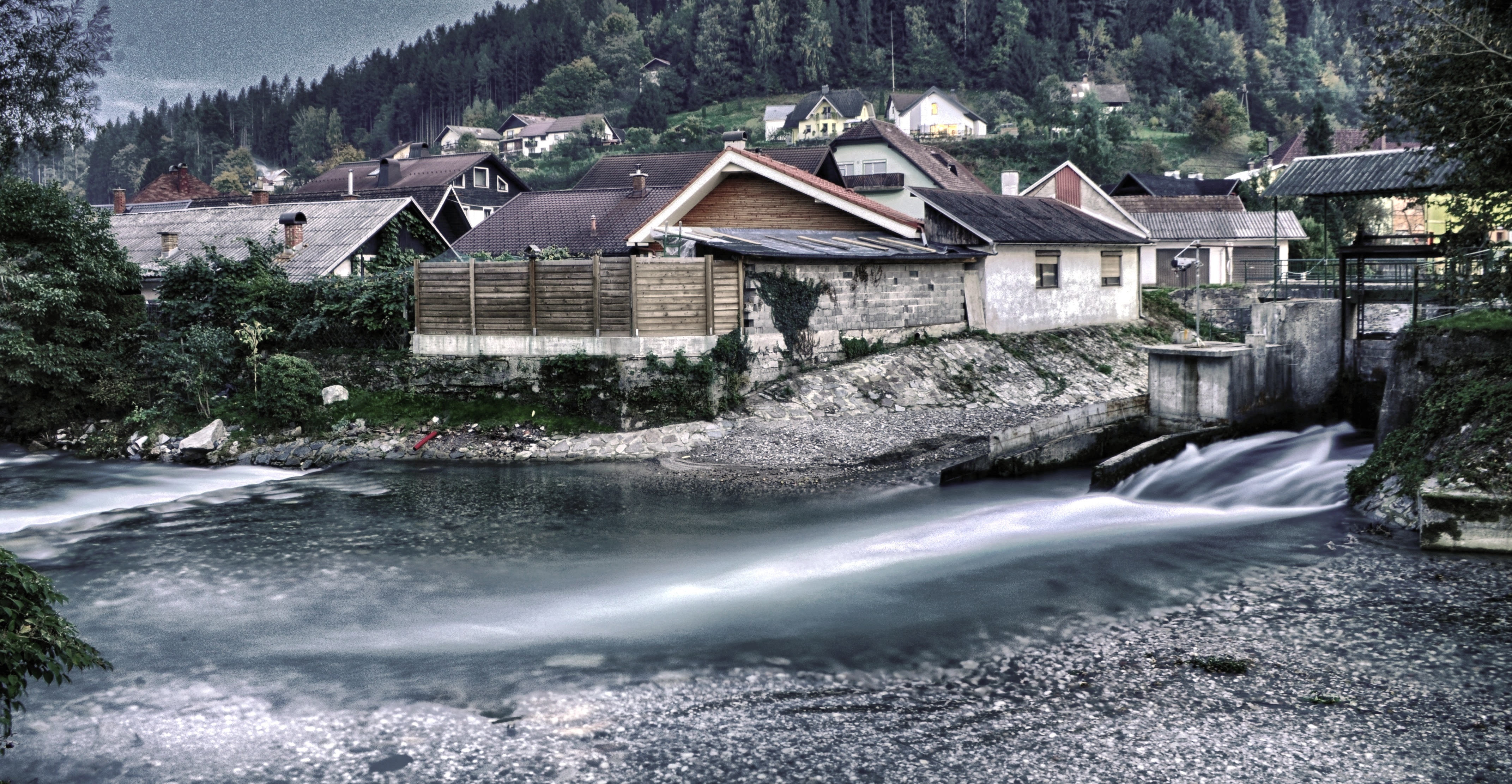
Die Mieß in Prevalje

Prevalje (deutsch: Prävali) ist der Name des Hauptortes und Verwaltungssitzes der 13 Ortschaften umfassenden Gemeinde Prevalje  in Slowenien. Er liegt in der historischen Landschaft Koroška (Slowenisches Kärnten) und in der gleichnamigen statistischen Region.

## Lage
Der historische Siedlungskern befindet sich am linken Ufer der Meža (dt.: Mieß), am Nordrand des Talbodens, im Ortsteil Na Fari (Pfarrdorf) mit der Pfarrkirche Marija na jezeru (Maria am See). Entwicklung des Ortes legten. Den heutigen Mittelpunkt des ausgedehnten Ortes bildet der Bereich um die Hauptstraße Dravograd – Mežica – Črna na Koroškem.

## Sehenswürdigkeiten
Die älteste schriftliche Quelle über die Pfarrkirche Marija na jezeru stammt aus 1335, die Kirche ist jedoch einiges älter.
Von der ersten romanischen Kirche sind östlicher Glockenturm, Schiff und Presbyterium erhalten. Markant ist der plumpe Glockenturm mit barocker Kappe. Das Innere ist vollständig bemalt, der reiche Hauptaltar mit einer Darstellung der Himmelfahrt Marias stammt aus der Renaissance.
In Zagrad, erhöht über der Meža, steht markant die spätgotische, teils barockisierte Kirche sv. Barbara, mit Fresken aus dem 15. Jh. und von einer Mauer umgeben.

## Persönlichkeiten
- Josef Ullmann († 1880), österreichischer Buchhalter und Politiker, Bürgermeister von Prävali
- Rose von Rosthorn-Friedmann (1864–1919) ging als Erstbesteigerin in die Geschichte des Alpinismus ein.
- Friedrich Gornik (1877–1943), österreichischer Bildhauer und Kunsthandwerker
- Maria Cäsar (1920–2017), österreichische Widerstandskämpferin, Zeitzeugin und KPÖ-Aktivistin
- Mirko Bavče (* 1942), Skilangläufer